# جيمي مكدونالد
جيمي مكدونالد (بالإنجليزية: Jimmy McDonald)‏ (18 أبريل 1932 في المملكة المتحدة - 10 فبراير 2024) هو مدرب كرة قدم ولاعب كرة قدم بريطاني في مركز الهجوم. لعب مع نادي دمبرتون ونادي غيلينغهام ونادي غرينوك مورتون.